# Großer Kurfürst (Schiff, 1878)
Die Großer Kurfürst, benannt nach Kurfürst Friedrich Wilhelm von Brandenburg, war das dritte und letzte Schiff der Preußen-Klasse, einer Klasse von Turmschiffen der Kaiserlichen Marine.
Es lief 1875 auf der Kaiserlichen Werft in Wilhelmshaven vom Stapel. Die Schwesterschiffe waren Preußen (Stapellauf 1873, AG Vulcan Stettin) und Friedrich der Große (Stapellauf 1874, Kaiserliche Werft Kiel).

## Technische Daten
Die Schiffe waren ursprünglich als Kasemattschiffe geplant worden und wurden deshalb als Panzerfregatten bezeichnet, aber noch vor Baubeginn wurde entschieden, sie als Turmschiffe zu bauen, und die Bezeichnung wurde deshalb auf Panzerschiffe geändert. Die Schiffe waren die ersten in Deutschland gebauten gepanzerten Schiffe mit drehbaren Geschütztürmen, gebaut zu einer Zeit, als die Kaiserliche Marine sich aus ihrer Abhängigkeit von ausländischen Werften zu lösen begann. Sie waren 96 Meter lang und verdrängten, bei einer Konstruktionsverdrängung von 6.821 Tonnen, voll ausgerüstet 7.718 Tonnen. Sie hatten eine schmiedeeiserne Panzerung, die auf Teakholzplanken (sogenannte Hinterlage) montiert war. Die Eisenplatten der Zitadelle und der Türme waren 203 mm dick, die des Gürtelpanzers, der die Schiffsseiten in der Wasserlinie schützte, maßen vorn und achtern 102 mm, in der Schiffsmitte 228 mm. Die Schiffe besaßen 1.834 Quadratmeter Segelfläche in Vollschiff-Takelung sowie Dampfmaschinen und erreichten eine Höchstgeschwindigkeit (unter Dampf) von 14 Knoten. Die Besatzung bestand aus 46 Offizieren und 454 Mann.

## Untergang

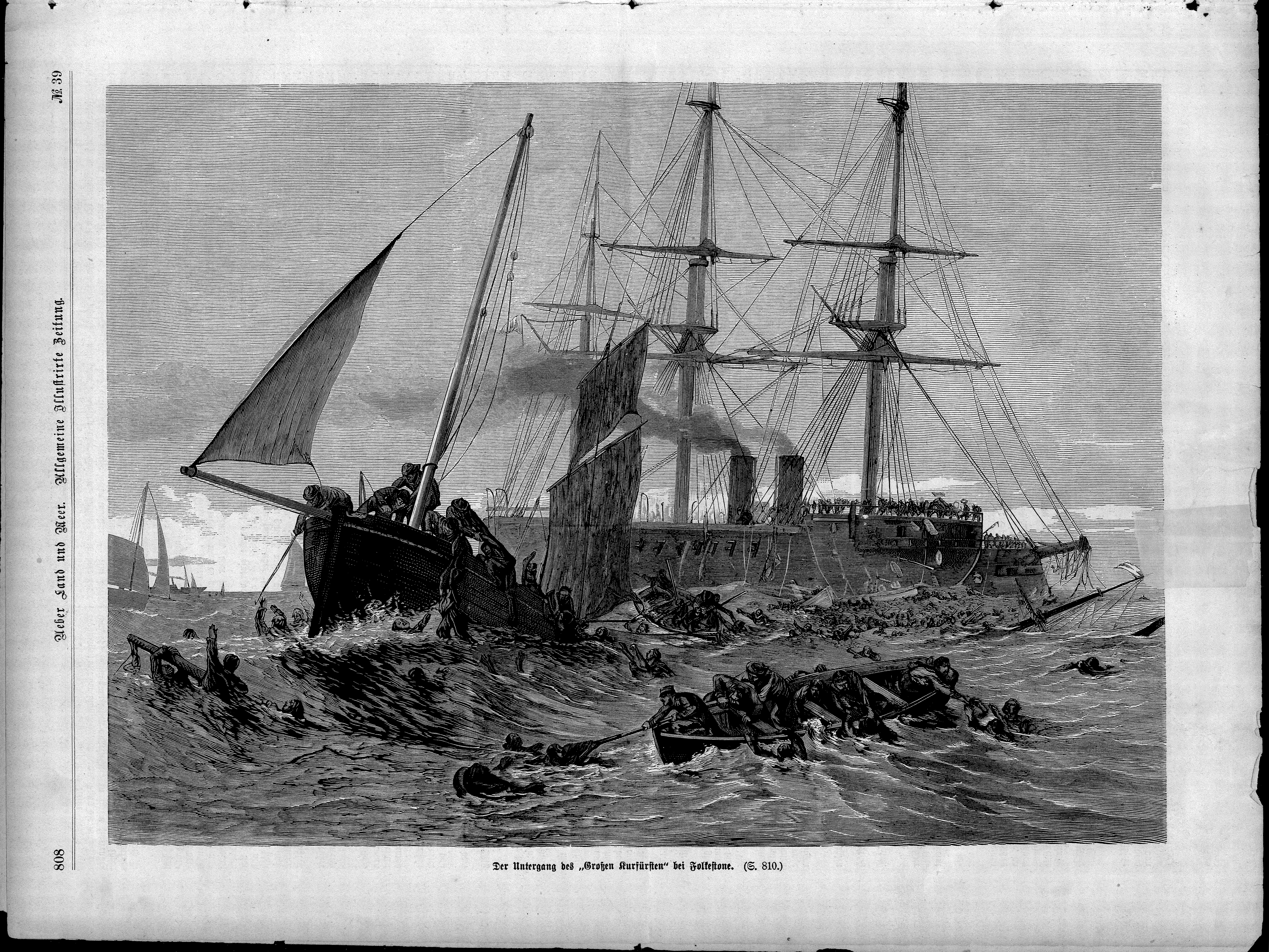
Der Untergang der „Großer Kurfürst“ bei Folkestone. Illustration in der Zeitschrift Über Land und Meer, 1878

Die Großer Kurfürst war nur sehr kurz im Flottendienst. Schon am 31. Mai 1878 kollidierte sie bei Verbandsübungen vor Folkestone im Ärmelkanal mit dem Panzerschiff König Wilhelm und sank. Das deutsche Flaggschiff König Wilhelm sowie die Preußen und die Großer Kurfürst segelten als Teil des „Panzerübungsgeschwaders“ in zwei Parallellinien vor Folkestone in Richtung Plymouth, mit der Großer Kurfürst allein in der Backbordlinie. Das Schwesterschiff Friedrich der Große hatte ursprünglich ebenfalls an der Übung teilnehmen sollen, war aber bereits in der Kieler Bucht auf Grund gelaufen und beschädigt worden. Als vor den beiden Schiffen im Kanal unversehens zwei kleine Boote auftauchten, waren König Wilhelm und Großer Kurfürst gezwungen auszuweichen. Während die König Wilhelm nach Backbord drehte, schwenkte die Großer Kurfürst nach Steuerbord, da der Wachoffizier den Befehl missverstanden hatte. Die größere König Wilhelm rammte die Großer Kurfürst und riss ihre Seite auf. Da die Schotten nicht geschlossen waren, sank das Schiff innerhalb kürzester Zeit. Dazu trug zusätzlich bei, dass die Stückpforten zur besseren Belüftung ebenfalls nicht geschlossen waren. Obwohl sich die beiden anderen Schiffe des Verbands wie auch aus Sandgate und Folkestone herbeigeeilte Boote um die Rettung der Besatzung bemühten, fanden 5 Offiziere und 264 Mann den Tod. Die getöteten Besatzungsmitglieder wurden auf dem Cheriton Road Cemetery in Folkestone beigesetzt, wo einige Zeit später ein noch heute vorhandenes Denkmal für die Opfer des Unglücks errichtet wurde. Eine wesentliche Unfallursache war nach Ansicht vieler Fachleute die Unerfahrenheit der Mannschaft, die noch nicht genügend Gelegenheit gehabt hatte, das Schiff kennenzulernen und Erfahrungen zu sammeln. Eine Konsequenz aus dem Unglück bestand deshalb darin, den engen Zeitplan zwischen Indienststellung und Ausfahrt eines Schiffes zur Teilnahme an Übungen zukünftig zu entzerren, damit sich die Mannschaft mit den Funktionen und Eigenarten des Fahrzeugs besser vertraut machen konnte.